# Glyn Jones (jihoafrický spisovatel)
Glyn Jones (27. dubna 1931 – 2. dubna 2014) byl jihoafrický spisovatel, scenárista a herec. Narodil se ve městě Durban jako syn velšského prospektora Llewelyna Jonese. V roce 1987 vydal románovou verzi sedmé série seriálu Pán času nazvané The Space Museum. Již dříve se podílel na scénáři k sérii Here Come the Double Deckers. V roce 1965 se podílel na dokumentárním snímku A King's Story, který se zaměřoval na krále Eduarda VIII.